# Эллис, Александр Вениаминович
Александр Вениаминович Эллис (1825—1907) — генерал от инфантерии русской императорской армии, комендант Санкт-Петербургской крепости, член Военного совета.

## Биография
Происходил из английских дворян, принявших в XVIII веке русское подданство. Родился 22 июля (3 августа) 1825 года. Образование получил в Павловском кадетском корпусе, где имя его за отличные успехи в науках было записано на мраморную доску.
По окончании курса 12 августа 1846 года выпущен прапорщиком в лейб-гвардии Семёновский полк; 11 апреля 1848 года произведен в подпоручики, 13 апреля 1849 года — в поручики и находился в походе войск гвардии к западным пределам России по случаю Венгерской войны.
Получив затем чины штабс-капитана (19 апреля 1853 года), капитана (17 апреля 1855 года) и полковника (30 августа 1860 года), 10 сентября 1863 года назначен был командиром Камского пехотного полка; 13 февраля 1868 года получил под начало лейб-гвардии Гатчинский полк и 20 мая того же года был произведён в генерал-майоры, с утверждением в должности полкового командира.
17 августа 1870 года был зачислен в Свиту Его Величества, в 1875 году назначен членом Главного комитета по устройству и образованию войск, 17 апреля 1876 года ему была вверена 2-я бригада 1-й гвардейской пехотной дивизии.
Во время русско-турецкой войны 1877—1878 годов командовал гвардейской стрелковой бригадой, которую возглавил 4 марта 1877 года; в сентябре 1877 года переправился через Дунай у Зимницы; находился в составе Плевненскаго отряда обложения; участвовал в сражениях под Горным Дубняком, при обложении Плевны и у Правец.
10 ноября 1877 года генерал Эллис производил наступление на Орхание. Отряд его двинувшись от Правец, ещё в самый день неприятельского ухода 17 ноября занял своими частями все покинутые противником пункты около Орхание, а на следующее утро пошёл преследовать по шоссе главные силы, отступившие собственно из Врачеша; 19 ноября генерал Эллис остановился по сторонам шоссе, в виду Араб-Конакской позиции, примкнув левым флангом к правому флангу Дандевиля, который прочно занял возвышенности. 21 ноября имелось в виду бомбардировать Араб-Конакскую позицию, но для более верного успеха бомбардировки Эллис решился овладеть со стороны шоссе ближайшими к турецкой позиции и командующими над ней высотами. Когда передовые части его отряда подтянулись на эти высоты, они внезапно и стремительно были атакованы там двенадцатью таборами пехоты, против которых в первые минуты находилось только два батальона лейб-гвардии Московского полка. Но тут вскоре подоспели 2-й гвардейский стрелковый, две роты 1-го Его Величества и две роты 4-го Императорской фамилии стрелковых батальонов. При помощи этих частей, упорный бой длился с 10:30 до 15:00, и в течение этого времени турки три раза кидались на гвардейских стрелков в атаку, однако все эти атаки были отбиты. Таким образом высоты, непосредственно командующие со стороны шоссе Араб-Конакской позицией, были прочно заняты войсками Эллиса, на подкрепление которому, по окончании боя, подошли войска графа Шувалова и часть, отправленная из отряда генерала Дандевиля.
Затем Эллис перешёл с отрядом генерал-адютанта Гурко через Балканы, находился почти во всех делах этого отряда и, между прочим, в трёхдневном бою под Филиппополем, при взятии этого города, окончательном поражении и рассеянии всей армии Сулеймана-паши и взятии почти всей его артиллерии, а также при занятии Сан-Стефано под стенами Константинополя. За боевые отличия во время этой войны Эллис был награждён орденом св. Анны 1-й степени с мечами и золотой полусаблей с надписью «За храбрость».
16 апреля 1878 года произведён в генерал-лейтенанты; 17 декабря 1883 года назначен совещательным членом оружейного отдела Артиллерийского комитета Главного артиллерийского управления, с оставлением в должности начальника 1-й гвардейской стрелковой бригады. С 1 января 1888 года командовал 7-м армейским корпусом.
С 9 апреля 1889 года назначен членом Военного совета, каковую занимал до 3 января 1906 года, когда был исключён из числа членов. На 1892 год — генерал-лейтенант в списках Егерского лейб-гвардии полка, произведён в генералы от инфантерии  30 августа 1892 года. C 23 января 1896 года состоял в должности коменданта Санкт-Петербургской крепости, а 22 августа 1901 года за долголетнюю службу пожалован знаком отличия беспорочной службы за L лет.
Скончался в Санкт-Петербурге 21 ноября (4 декабря) 1907 года, похоронен на Комендантском кладбище Петропавловской крепости.
Его братья:
- Николай (1829—1902) — генерал от инфантерии в отставке, командовал 40-й и 41-й пехотными дивизиями.
- Вениамин — действительный статский советник.

## Воинские звания
- Прапорщик (12.08.1846)
- Подпоручик (11.04.1846)
- Поручик (13.04.1849)
- Штабс-капитан (19.04.1853)
- Капитан (17.04.1855)
- Полковник (30.08.1860)
- Генерал-майор (20.05.1868)
- Генерал-лейтенант (16.04.1878)
- Генерал от инфантерии (30.08.1892)

## Награды
российские:

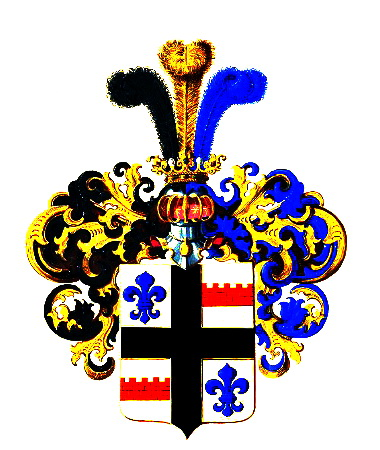
Герб Александра Эллис внесен в Часть 17 Общего гербовника дворянских родов Всероссийской империи, стр. 34

- Орден Святой Анны 3-й степени (1856 год)
- Орден Святого Станислава 2-й степени (1859 год)
- Орден Святой Анны 2-й степени (1865 год)
- Орден Святого Владимира 4-й степени (1866 год)
- Орден Святого Владимира 3-й степени (1872 год)
- Орден Святого Станислава 1-й степени (1874 год)
- Золотая полусабля «За храбрость» (11 апреля 1878 года)
- Орден Святой Анны 1-й степени с мечами (1878 год)
- Орден Святого Владимира 2-й степени (1880 год)
- Орден Белого Орла (1885 год)
- Знак отличия за XL лет беспорочной службы (1890)
- Орден Святого Александра Невского (30 августа 1891 года)
- Бриллиантовые знаки к Ордену Святого Александра Невского (14 мая 1896 года)
- Орден Святого Владимира 1-й степени (1901 год)
- Знак отличия за L лет беспорочной службы (1901)

иностранные:
- Австрийский Орден Франца-Иосифа большой крест (1874 год)
- Шведский орден Меча 2-й степени (1874 год)
- Румынский Железный Крест (1878)
- Румынская Золотая медаль за военные заслуги (1879)
- Австрийский Орден Леопольда 1-й степени (1897 год)
- Прусский Орден Красного Орла 1-й степени (1897 год)
- Французский Орден Почётного легиона большой офицерский крест (1897 год)
- Прусский Орден Красного Орла большой крест (1898 год)
- Болгарский Орден «Святой Александр» 1-й степени (1898 год)
- Бухарский Орден Благородной Бухары золотая звезда с алмазами (1898)
- Румынский Орден Звезды Румынии большой крест (1899)

## Семья
- сын Александр (1866—1937), полковник лейб-гвардии Уланского полка; умер в эмиграции в Польше (имение Озераны)[2]